# Cosmas Alder
Cosmas Alder (* um 1497 in Baden; † 7. November 1550 in Bern) war ein Schweizer Komponist und Magistrat.

## Biografie
Alder besuchte bis 1511 die Stiftsschule St. Vinzenz in Bern. 1524 wurde er als Sänger (nicht Kantor) am Stift St. Vinzenz in Bern bestätigt. Nach der Einführung der Reformation wurde Alder am 15. April 1528 zum Bauherrenschreiber gewählt. Dieses Amt hielt er bis zu seinem Ableben inne. Im gleichen Jahr wurde er auch Schreiber des Schaffners von Frienisberg. Er verfasste mehrere Urbarien des Frienisberg-Hauses in Bern. Cosmas Alder heiratete Barbara von Höfen. 1538 gelangte er in den Grossen Rat. Am 7. August 1542 wählte ihn dieser zum Schreiber des Obern Spitals. Ab 1543 ist er als Geselle der Gesellschaft zu Mittellöwen belegt. Nach dem Tod seiner ersten Frau verehelichte sich Alder am 9. Dezember 1545 mit Barbara Schwäbler. Er starb im Winter 1550 an der Pest.

## Werke (Auswahl)
- Arnold Geering: Psaumes et cantiques de Johannes Wannenmacher (Vannius) et Cosmas Alder (Alderinus) = Psalmen und geistliche Gesänge von Johannes Wannenmacher und Cosmas Alder. Édition Henn, Genf 1934 (= Œuvres musicales de Compositeurs suisses des XVIe, XVIIe et XVIIIe siècles; v. 3.)